# Nicolas-Jean-Baptiste Raguenet

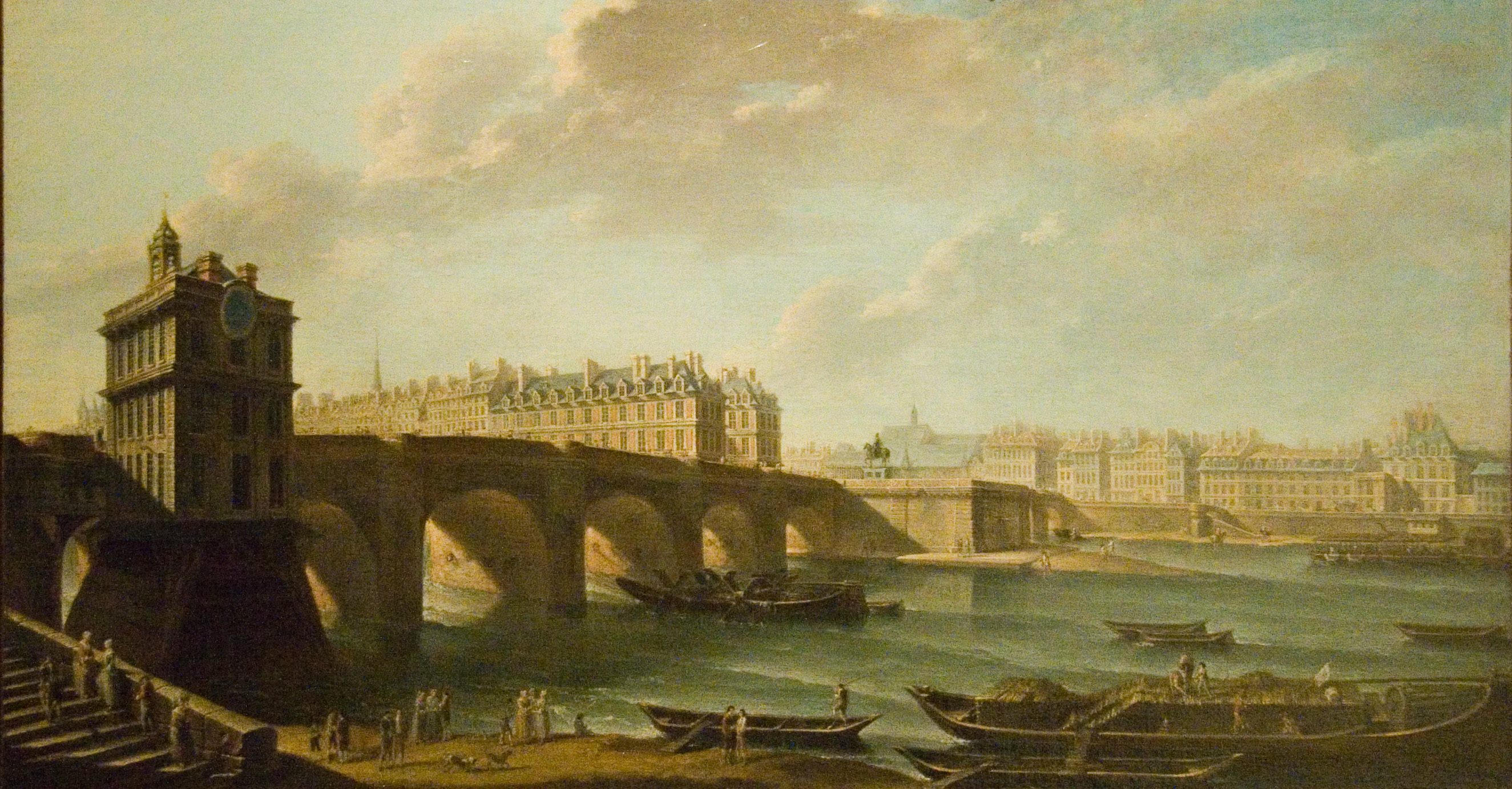
Le Pont Neuf, La Samaritaine e il pointe de la Cité.

Nicolas-Jean-Baptiste Raguenet (Gentilly, 1715 – 17 aprile 1793) è stato un pittore francese.

## Biografia
Era il figlio di Jean-Baptiste Raguenet (1682-1755), attore e pittore, e Genevieve Murgues. I Raguenet, padre e figlio, realizzarono un vero e proprio ritratto di Parigi con i loro numerosi dipinti raffiguranti edifici e paesaggi della città.
Maestro pittore formatosi all'Académie de Saint-Luc, realizzò molti dipinti "Veduta di Parigi", in particolare della Senna, con una precisione quasi fotografica, che aggiunge un interesse storico alle sue opere oltre al loro valore artistico. Molte delle sue opere furono acquisite dal Museo Carnavalet nel 1882.
I suoi dipinti noti includono:
- Vue de l'Archevêché (1750)
- L'Hôtel de Ville et la place de Grève (1751)
- Le cabaret à l'Image Notre-Dame, sur la place de Grève (1751)
- Maisons du cloître Notre-Dame, donnant sur la rivière (1753)
- La joute des mariniers, entre le pont Notre-Dame et le Pont-au-Change (1756)
- Vue des hauteurs de Chaillot (1757)Le Palais des Tuileries (1757, nel Museo Carnavalet)
- Le Pont-Neuf et le quai des Orfèvres (1759)
- Il Louvre e il Pont Neuf (1760)
- Vue de la Seine à Ivry (vers 1760)
- Le château de Menars (1762 - commissionato da Madame de Pompadour)
- L'Incendie de l'Hôtel-Dieu (1772)
- Le Pont Neuf et la Samaritaine (1777)
- L'Ile Saint-LouisL'Hôtel BretouvilliersL'Arsenal
- L'Ile LouviersLe Quai de la Salpétrière (Vista delle rive della Senna intorno alla Salpétrière)
- Le Village de Chaillot
- Vue du Pont-Neuf avec la Samaritaine

| Immagine | Descrizione | Anno           | Collezione       |
| -------- | --- | -------------- | ---------------- |
|          | Il recinto del monastero di Chartreux vicino a Parigi. La vista è dall'interno del recinto, che è circondato da mura. A sinistra si vede il mulino a vento di Chartreux, sullo sfondo il Mount Valérien, la cupola dell'Eglise des Invalides, la cupola della Chiesa dei Carmelitani, e a destra la Chiesa dei Certosini con lanterna e cuspide. |                | Museo Carnavalet |
|          | Gara di imbarcazioni sulla Senna, a valle del Pont Notre-Dame | 1751           | Museo Carnavalet |
|          | Veduta prospettica di Rue de la Mortellerie (ora Rue de l'Hotel-de-Ville): alla sua sinistra, la casa con il Cabaret L'Image Notre-Dame, alla sua destra, case affacciate sulla Senna e in primo piano, la Place de Grève (ora Place de l'Hotel de Ville)                                                                                        | 1751           | Museo Carnavalet |
|          | Veduta dell'estremità occidentale (a valle) dell'Île Saint-Louis e dell'estremità orientale dell'Île de la Cité con la Cattedrale di Notre-Dame sullo sfondo | 1752           |                  |
|          | L'Hôtel de Ville e la Place de Grève | 1753           | Museo Carnavalet |
|          | Case del chiostro di Notre-Dame all'estremità orientale (a monte) dell'Île de la Cité | 1753           | Museo Carnavalet |
|          | Veduta dell'estremità occidentale dell'Île Saint-Louis e del Pont Rouge (ora Pont Saint-Louis), visto da Place de Grève | circa 1754     | Museo Carnavalet |
|          | Vista dal Pont Royal a monte verso il Pont Neuf e Place Dauphine, con il Louvre a sinistra e il Collège des Quatre-Nations sulla destra | 1755           | Museo Carnavalet |
|          | Vista del palazzo arcivescovile di Parigi, il Pont de la Tournelle e l'Île Saint-Louis | 1756           | Museo Carnavalet |
|          | La fine orientale dell'Île Saint-Louis con lex Hôtel de Bretonvilliers e l'Hôtel Lambert | 1757           | Museo Carnavalet |
|          | Vista a monte verso Pont Marie con il Quai des Ormes (ora Quai de l'Hôtel de Ville) a sinistra e l'Île Saint-Louis a destra | 1757           | Museo Carnavalet |
|          | La facciata occidentale dell'ex Palazzo delle Tuileries, vista dal Quai d'Orsay (porzione che dal 1947 è nota come Quai Anatole-France) | 1757           | Museo Carnavalet |
|          | Vista del lato orientale (a monte) del braccio sud del Pont Neuf, con il Quai des Grands-Augustins della Rive Gauche a sinistra e il Quai des Orfèvres sull'Île de la Cité a destra, e in lontananza, sulla Rive droite: il Louvre, la Petite Galerie e la sezione iniziale della Grande Galerie du Louvre                                       | circa 1760     | Museo Carnavalet |
|          | Vista di Parigi dal Pont Neuf, con il Louvre sulla destra e l'ex Hôtel de Conti su Quai de Conti e il Collège des Quatre-Nations sulla sinistra | 1763           | Getty Museum     |
|          | Vista del lato occidentale (a valle) del Pont Neuf dalla Rive gauche, con il Collège des Quatre-Nations sulla destra | 1763           | Getty Museum     |
|          | Vista del palazzo de La Samaritaine e del lato occidentale (a valle) del Pont Neuf dal Quai du Louvre, con il Quai de Conti e l'ex Hôtel de Conti sul lato opposto (riva sinistra) del fiume | prima del 1771 | Museo Carnavalet |
|          | Veduta di Place Dauphine e del lato occidentale (a valle) del Pont Neuf, visti dal Quai de Conti | 1772           | Museo Carnavalet |
|          | Veduta de La Samaritaine e del segmento settentrionale del Pont Neuf, visti dal Quai de la Mégisserie sulla riva destra della Senna. Le undici campate dell'ala sinistra dell'Hôtel des Monnaies, costruito nel 1767–1775, sono visibili sull'altra sponda del fiume.                                                                            | 1777           | Museo Carnavalet |